# ديفيد تشالمرز
ديفيد جون تشالمرز (بالإنجليزية: David John Chalmers) (مولود في 20 أبريل 1966) هو فيلسوف وعالم إدراكي أسترالي متخصص في أبحاث فلسفة العقل وفلسفة اللغة. يشغل منصب بروفيسور الفلسفة ومدير مركز الوعي في الجامعة الوطنية الأسترالية. يشغل أيضًا منصب بروفيسور الفلسفة والعلوم العصبية ومدير مركز العقل والدماغ والوعي (بالاشتراك مع نيد بلوك) في جامعة نيويورك. في عام 2013، انتُخب زميلًا للأكاديمية الأمريكية للعلوم والفنون.
يعد تشالمرز في الوقت الحالي من أشهر المدافعين عن نظرية مثنوية الخصائص في مجال فلسفة العقل، وطرح مبدأه الفلسفي فيما يسمى المشكلة الصعبة للوعي Hard problem of consciousness.

## النشأة والتعليم
وُلد تشالمرز عام 1966 في سيدني بنيو ساوث ويلز وترعرع في أديلايد في جنوب أستراليا. عندما كان طفلًا اختبر حالة الحس المرافق. كان متميزًا جدًا في الرياضيات وحصل على الميدالية البرونزية في الأولمبياد العالمي للرياضيات.
حصل تشالمرز على شهادة التخرج في الرياضيات البحتة من جامعة أديلايد في أستراليا وأكمل دارسته في جامعة أوكسفورد، حيث كان طالبًا في منحة رودس. حصل تشالمرز على شهادة الدكتوراه في الفلسفة من جامعة بلومنغتون في إنديانا تحت إشراف دوغلاس هوفشتادتر، إذ كتب أطروحة للدكتوراه بعنوان «نحو نظرية للوعي». كان تشالمرز زميل ما بعد الدكتوراه في برنامج الفلسفة والعلوم العصبية وعلم النفس تحت إدارة أندي كلارك في جامعة واشنطن في سان لويس بين عامي 1933 و1955.

## المسيرة المهنية
في عام 1994، قدم تشالمرز محاضرة في افتتاح مؤتمر «نحو علم الوعي». وفقًا لمقال في صحيفة تاريخ التعليم العالي، لفتت هذه المحاضرة الانتباه إلى تشالمرز بصفته مفكرًا يُحسب له حساب ودفعت به إلى مكانة أكبر في مجال جديد. تابع تشالمرز ليشترك في تنظيم المؤتمر (الذي أعيد تسميته ليصبح علم الوعي) لعدة سنوات مع شتوارت هاميروف، لكنه تنحى عندما انحرف المؤتمر كثيرًا عن مساره العلمي. يُعد تشالمرز أيضًا عضوًا مؤسسًا في الاتحاد من أجل الدراسة العلمية للوعي إضافةً لكونه أحد رؤسائه السابقين.
بعد تأسيسه لاسمه، حصل تشالمرز على أول منصب كبروفيسور في السنة التالية في جامعة كاليفورنيا في سانتا كروز من أغسطس 1995 حتى ديسمبر 1998. في عام 1996، عندما كان يُدرّس في الجامعة، نشر الكتاب الذي استُشهد به كثيرًا «العقل الواعي». عُين تشالمرز بعد ذلك بروفيسورًا للفلسفة (1999-2004) ولاحقًا مديرًا لمركز دراسات الوعي (2002-2004) في جامعة أريزونا، التي كانت راعي المؤتمر الذي اكتسب فيه تشالمرز مكانته. في عام 2004، عاد تشالمرز إلى أستراليا إذ شجعته الزمالة الفيدرالية في المجلس الأسترالي للبحث ليصبح بروفيسور الفلسفة ومدير مركز الوعي في الجامعة الوطنية الأسترالية. قبل تشالمرز منصب بروفيسور بدوام جزئي في جامعة نيويورك عام 2009 ومن ثم منصب بروفيسور بدوام كامل في نفس الجامعة عام 2014.
في عام 2013، انتُخب تشالمرز زميلًا للأكاديمية الأمريكية للعلوم والفنون. يعمل محررًا لمواضيع في فلسفة العقل لموسوعة ستانفورد الفلسفية. في مايو عام 2018، أعلِن أنه سيشغل منصب في لجنة جائزة بيرغورين.

## العمل الفلسفي

### فلسفة العقل
يُعرف تشالمرز بشدة لصياغته ما يُطلق عليه الإشكالية الصعبة في الوعي، في كل من ورقته البحثية عام 1995 «مواجهة مشكلة الوعي» وكتابه المنشور عام 1996 «العقل الواعي». ميز تشالمرز بين الإشكاليات السهلة للوعي، مثل تفسير تمييز الأشياء أو التقارير الشفوية والإشكالية الصعبة المفردة والتي يمكن التعبير عنها: «لماذا يوجد الشعور الذي يصاحب الوعي بالمعلومات الحسية أساسًا؟». إن الفرق الأساسي بين الإشكاليات السهلة (الإدراكية) والإشكالية الصعبة (الظواهرية) هي أن الأولى يمكن الإجابة عنها نظريًا من خلال إستراتيجية مهيمنة في فلسفة العقل: الفيزيائية. يحاجج تشالمرز من أجل فجوة تفسيرية من المدرك إلى الذاتي، وينتقد التفسير الفيزيائي للتجربة العقلية ما يجعل منه ازدواجيًا. يميز تشالمرز رؤيته على أنها ازدواجية طبيعية: طبيعية لأنه يعتقد أن الحالات العقلية تنتج عن أنظمة مادية (مثل الأدمغة)؛ وازدواجي لأنه يعتقد أن الحالات العقلية مميزة أنطولوجيًا (وجوديًا) عن، ولا يمكن تقليصها إلى، أنظمة فيزيائية. يمكن تمييز هذه الرؤية بصيغ أكثر تقليدية مثل ازدواجية الخصائص.
لدعمه تلك الرؤية، يشتهر تشالمرز بالتزامه بالإمكانية المنطقية (رغم أنها وبصورة مهمة ليست طبيعية) للزومبي الفلسفي. تُعد هذه الزومبي، على عكس تلك الموجودة في المخيال الشعبي، نسخًا مادية كاملة للكائنات البشرية، وتفتقر فقط للتجربة الكيفية. يحاجج تشالمرز بما أن تلك الزومبي ممكنة التصور بالنسبة لنا، لذلك يجب أن تكون ممكنة منطقيًا. بما أن تلك الزومبي ممكنة منطقيًا، لذا فإن الكيفيات المحسوسة والإحساس لا تُفسر بصورة كاملة من خلال الخصائص الفيزيائية فقط؛ تُعد الحقائق عنهم حقائقًا بَعدية. بدلًا من ذلك، يحاجج تشالمرز أن الوعي خاصية أساسية مستقلة أنطولوجيًا (وجوديًا) عن أي خاصية مادية معروفة (أو حتى ممكنة)، وأنه يوجد قواعد شبه قانونية يُشير تشالمرز إليها بمصطلح «القوانين السايكوفيزيائية» والتي تحدد أي الأنظمة الفيزيائية مرتبطة مع أي شكل من الكيفيات المحسوسة. يتنبأ تشالمرز أبعد من ذلك ويقول إن كل أنظمة حمل المعلومات قد تكون واعية، مؤدية به إلى الإشارة إلى إمكانية وجود ترموستات الوعي وروحية شاملة لائقة يُطلق عليها تشالمرز اسم «الروحية الشاملة الأصلية». يحافظ تشالمرز على لاأدرية رسمية بخصوص تلك المسألة ويعترف أن بقاء الروحية الشاملة يضعه على خلاف مع أغلبية معاصريه. وفقًا لتشالمرز، تشابه حججه خطًا فكريًا يعود إلى فجوة ليبنتز عام 1714؛ قد يعود أول استخدام حقيقي للزومبي الفلسفي لروبرت كيرك في كتابه المنشور عام 1974 بعنوان «المواجهة بين الزومبي والماديين».
بعد نشر ورقة تشالمرز البحثية البارزة، نُشرت أكثر من عشرين ورقة بحثية ردًا عليها في مجلة دراسات الوعي. جُمعت تلك الأوراق البحثية (التي كتبها دانييل دينيت وكولين مكغين وفرانشيسكو فاريلا وفرانسيس كريك وروجر بينسور وآخرون) ونُشرت في كتاب بعنوان «شرح الوعي: الإشكالية الصعبة». نقد جون سيرل رؤى تشالمرز في مقال بمجلة نيويورك ريفيو أوف بوكس.
كتب تشالمرز بالتعاون مع أندي كلارك مقالةً بعنوان «العقل المتمدد»؛ وهي مقالة عن حدود العقل.

### فلسفة اللغة
نشر تشالمرز أعمالًا عن نظرية المرجع بخصوص كيف تؤمن الكلمات مرجعًا لها. اقترح تشالمرز، بالاشتراك مع آخرين مثل فرانك جاكسون، نوعًا من النظرية أطلقوا عليها اسم البُعدية الثنائية تحاجج تلك النظرية ضد شاول كريبك. قبل أن يلقي كريبك سلسلة المحاضرات الشهيرة بعنوان التسمية والضرورة عام 1970، كانت التوصيفية التي ناصرها غوتلوب فيرجي وبرتراند رسل هي العقيدة المسيطرة. تقترح التوصيفية أن الاسم هو بالتأكيد اختصار لوصف ما والذي يُعد مجموعة من الخصائص أو، كما عدلها جون سيرل لاحقًا، انفصالًا عن الخصائص. يؤمن الاسم مرجعه من خلال عملية ملائمة الخصائص: أي موضوع يلائم توصيفه أكثر، عندها يكون المرجع للاسم. لهذا، يُرى التوصيف على أنه دلالة أو، بمصطلحات فيرغين، معنى الاسم، ومن خلال ذلك المعنى تُحدد دلالة الاسم.
ومع ذلك، كما حاجج كريبك في محاضراته التسمية والضرورة، لا يؤمن الاسم مرجعه من خلال أي عملية لملائمة التوصيف، بدلًا من ذلك، يُحدد الاسم مرجعه من خلال الرابط التاريخي السببي الذي يعود إلى عملية التسمية. ولهذا، يعتقد كريبك أن الاسم لا يملك معنى أو، على الأقل، لا يملك معنى يكون صحيحًا كفايةً للعب دور تحديد المرجع. علاوةً على ذلك، يُعد الاسم، من وجهة نظر كريبك، جامدًا مختارًا، يُشير إلى ذات الموضوع في كل العوالم الممكنة. باتباع ذلك الخط الفكري، اقترح كريبك أن أي تصريح للهوية العلمية مثل أن الماء يتألف من ذرتي هيدروجين وذرة أكسجين، هو تصريح ضروري، أي إنه صحيح في كل العوالم الممكنة. يظن كريبك أن هذه ظاهرة لا يمكن للتوصيفية تفسيرها.

## روابط خارجية
- ديفيد تشالمرز على موقع IMDb (الإنجليزية)
- ديفيد تشالمرز على موقع ميوزك برينز (الإنجليزية)
- ديفيد تشالمرز على موقع إن إن دي بي (الإنجليزية)
- ديفيد تشالمرز على موقع قاعدة بيانات الفيلم (الإنجليزية)